# 팀 제닉스
팀 제닉스(Team Xenics)는 제닉스가 운영하는 던전앤파이터, 리그 오브 레전드, 사이퍼즈, 서든어택 프로게임단이다. 과거에는 카트라이더 팀도 운영되었다.

## 던전 앤 파이터
던전 앤 파이터 박진혁 선수(*2014년 현재 군입대중)가 스폰서를 구하기 위해 키보드 업체들을 찾아 다니던 중 새로운 기계식 키보드 홍보를 준비중이던 제닉스쪽과 연결되어 제닉스 던전 앤 파이터 팀이 창단되었다. 한때 던파리그가 긴 시간동안 열리지 않아 어려움을 겪었으나 2013년부터 액션토너먼트가 개최되어 다시 팀 활동이 재개되고 있다.
귀여운 팀이다(?)

## 리그 오브 레전드
2012년 2월 22일 제닉스는 리그 오브 레전드 팀을 창단, 팀 명칭을 제닉스 스톰(Xenics Storm)으로 하고 홍진호를 감독으로 선임하였다.
2013년 2월 13일 기존의 제닉스 스톰 감독이었던 홍진호가 프론트로 자리를 옮겼으며 전직 프로게이머였던 김갑용이 감독직을 맡게되었다.
2013년 6월 기존 팀의 멤버 변경과 더불어 2팀 체제를 확립, 제닉스 블라스트(Xenics Blast)를 신설하였다.
기존 제닉스 리그 오브 레전드 팀은 PSKR이라는 업체에서 운영하고 제닉스는 네이밍 스폰서만을 하고 있었으나, 운영사인 PSKR과 선수들간의 마찰로 인해 많은 논란이 있었고 이로 인해 2014년 4월에 제닉스에서 팀 제닉스를 완전 인수하여 제닉스가 직접 운영하는 게임단으로 바뀌었다. 이와 동시에 제닉스 블라스트의 멤버로 아마추어 팀 Midas FIO를 영입하여 Midas FIO의 서민석 감독이 제닉스의 감독직을 맡게 되고, 의류업체 모즈룩의 후원을 받아 제닉스 블라스트의 이름을 제닉스 모즈룩(Xenics ModsLook)으로 변경하였다.

## 주요 성적

### 리그 오브 레전드

#### 제닉스 스톰
- 리그오브레전드 더 챔피언스 스프링 2012 3위
- 리그오브레전드 더 챔피언스 서머 2012 8강
- LOL 시즌2 월드 챔피언쉽 한국대표선발전 4위
- IPL 5 LOL 한국대표 선발전 8강
- NLB Summer 2012 준우승(1:4 MVP White)
- IEF 2012 LOL 국가대표 프로팀 선발전 4위
- 컨디션 헛개수 NLB Winter 2012-2013 다이아리그 8강
- IEM7 상파울루 한국대표 선발전 3강
- 2013 LOL 클럽 마스터즈 준우승(2:3 MVP)
- ZOTAC 나이스게임TV 리그 오브 레전드 배틀 윈터 2013-2014 4위

#### 제닉스 블라스트
- wgt중국대회 우승

### 던전 앤 파이터
- 2013 액션토너먼트 윈터시즌 던전앤파이터 대장전 부문 우승 (김창원, 장재원, 최재형)[3]
- 2013 액션토너먼트 섬머시즌 던전앤파이터 대장전 부분 준우승 (박진혁, 김태환, 정상천)
- 2014 액션토너먼트 윈터시즌 던전앤파이터 개인전 부분 우승 (정상천)

### 사이퍼즈
- 액션 토너먼트 윈터 2014 사이퍼즈 부문 3위 (양민혁, 류지완, 이정욱, 박현준, 이재길)
- 액션 토너먼트 윈터 2015 사이퍼즈 부문 결승 진출 및 실격패 (김경진,신재하,양민혁,김주현,심성보)